# Rhamphichthys longior
Espèce
Rhamphichthys longior est une espèce de poissons de la famille des Rhamphichthyidae.

## Distribution
Cette espèce est endémique du Brésil, elle se rencontre dans le lac Paru à Oriximiná dans le Pará.

## Description
C'est un poisson électrique qui mesure jusqu'à 80 cm.

## Publication originale
- Triques, 1999 : Three new species of Rhamphichthys Müller et Troschell, 1846 (Ostariophysi: Gymnotiformes: Rhamphichthyidae). Revue française d'Aquariologie Herpétologie, vol. 26, n. 1/2, p. 1-6.